# 本郷三丁目駅
本郷三丁目駅（ほんごうさんちょうめえき）は、東京都文京区本郷二丁目にある、東京地下鉄（東京メトロ）・東京都交通局（都営地下鉄）の駅である。

## 概要
東京メトロの丸ノ内線、都営地下鉄の大江戸線が乗り入れている。どちらも駅番号が制定されており、丸ノ内線がM 21、大江戸線がE 08である。
両社局の駅は地下通路で接続されていないため、乗り換えの際は地上に出る必要がある。これは連絡通路を建設すると民地に掛かりコスト高となることや、地上連絡でも距離がさほど離れていないことが理由だが、2011年には両線を接続する通路の設置が検討されている。隣の春日駅・後楽園駅の場合は駅の外に出ることなく乗り換えが可能である（ただし、同駅は両線間の高低差が大きく、距離も長いため、当駅より乗り換えに時間を要することがある）。

## 歴史
- 1954年（昭和29年）1月20日：帝都高速度交通営団（営団地下鉄）丸ノ内線の駅が本郷三丁目（当時）に開業。初代駅舎は鉄筋コンクリート造平屋建て[5]。ホームは4両編成に対応した80 mの長さであった[6][7]。
- 1960年（昭和35年）
  - 6月15日：丸ノ内線ホームの延伸工事に着手[7][8]。
  - 9月22日：丸ノ内線ホームの延伸工事が終了[7]。
- 2000年（平成12年）12月12日：都営地下鉄大江戸線の駅が開業[9]。
- 2002年（平成14年）11月22日：丸ノ内線入口の改良工事が終了（駅舎改築）[10][11]。
- 2004年（平成16年）4月1日：帝都高速度交通営団（営団地下鉄）民営化に伴い、丸ノ内線の駅は東京地下鉄（東京メトロ）に継承される[12]。
- 2007年（平成19年）3月18日：ICカード「PASMO」の利用が可能となる[13]。

## 駅構造

### 東京メトロ
相対式ホーム2面2線を有する地下駅。鉄骨造2階建ての駅舎で改札口は地上にある。改札口は1か所で、改札階と各ホームの中央付近とを連絡するエスカレーター、階段、エレベーターがそれぞれ設置されている。ホームまではさほど深くない。2006年にホームドアが設置された。
開業当初のプラットホームは、4両編成に対応した80 mの長さであったが、将来の6両編成化を想定して2両分40 mの延伸スペース（池袋寄りにトンネルの拡張スペース）が確保されていた。1960年（昭和35年）に6両編成対応に延伸した。
駅施設の狭隘化と老朽化が目立ってきたことやバリアフリー対応が求められたことから、2000年11月から2002年11月にかけて駅舎の建て替えやバリアフリー化を兼ねた大規模リフレッシュ工事が行われた。本郷通りや春日通りから奥まったところに駅舎があるため、周辺地域との融和や視認性の向上にデザインの主眼を置いて建て替えが行われた。

#### のりば
| 番線 | 路線     | 行先             |
| ---- | -------- | ---------------- |
| 1    | 丸ノ内線 | 荻窪・方南町方面 |
| 2    | 丸ノ内線 | 池袋方面         |

（出典：東京メトロ:構内図）

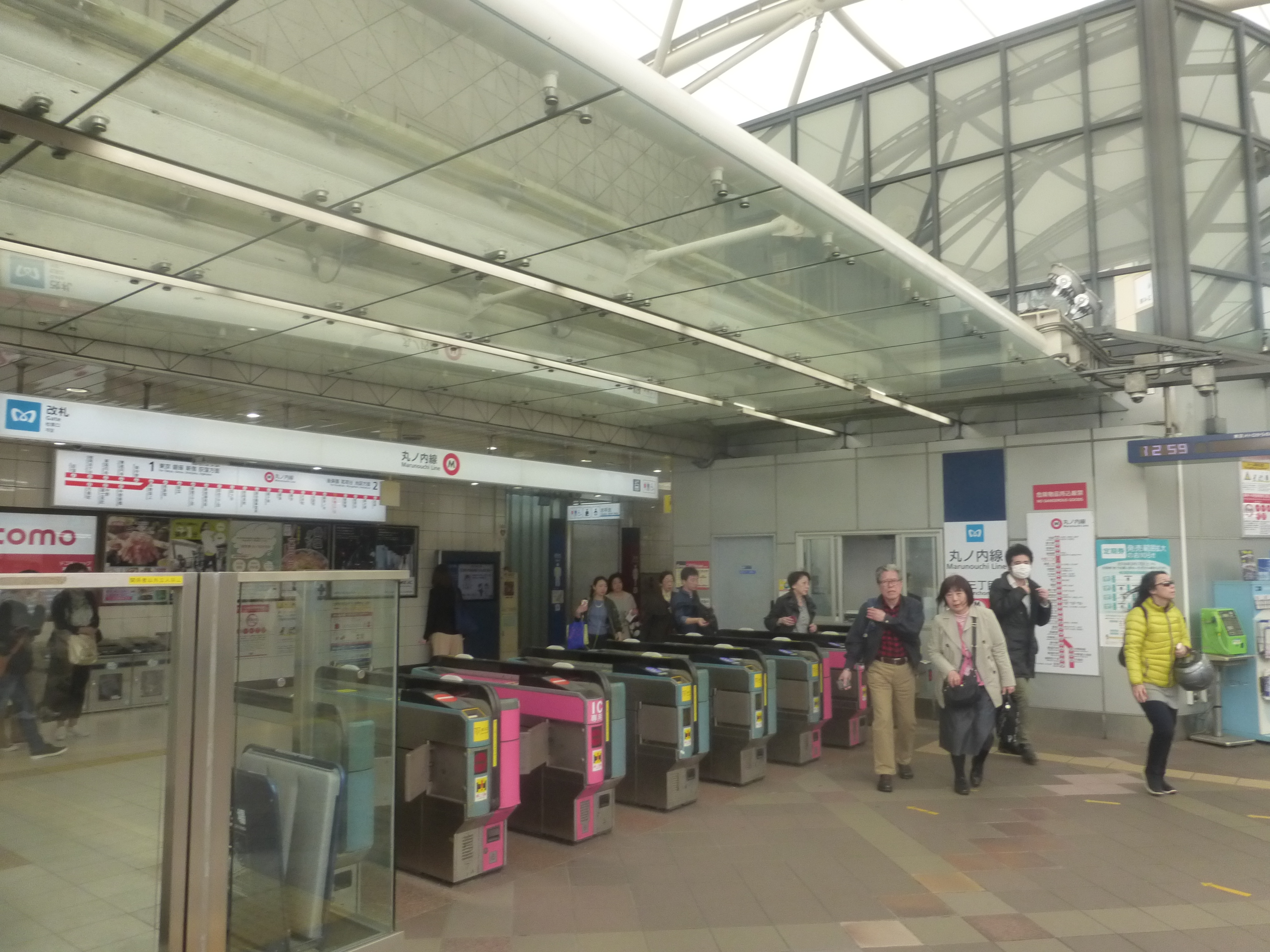
丸ノ内線改札口（2018年3月）
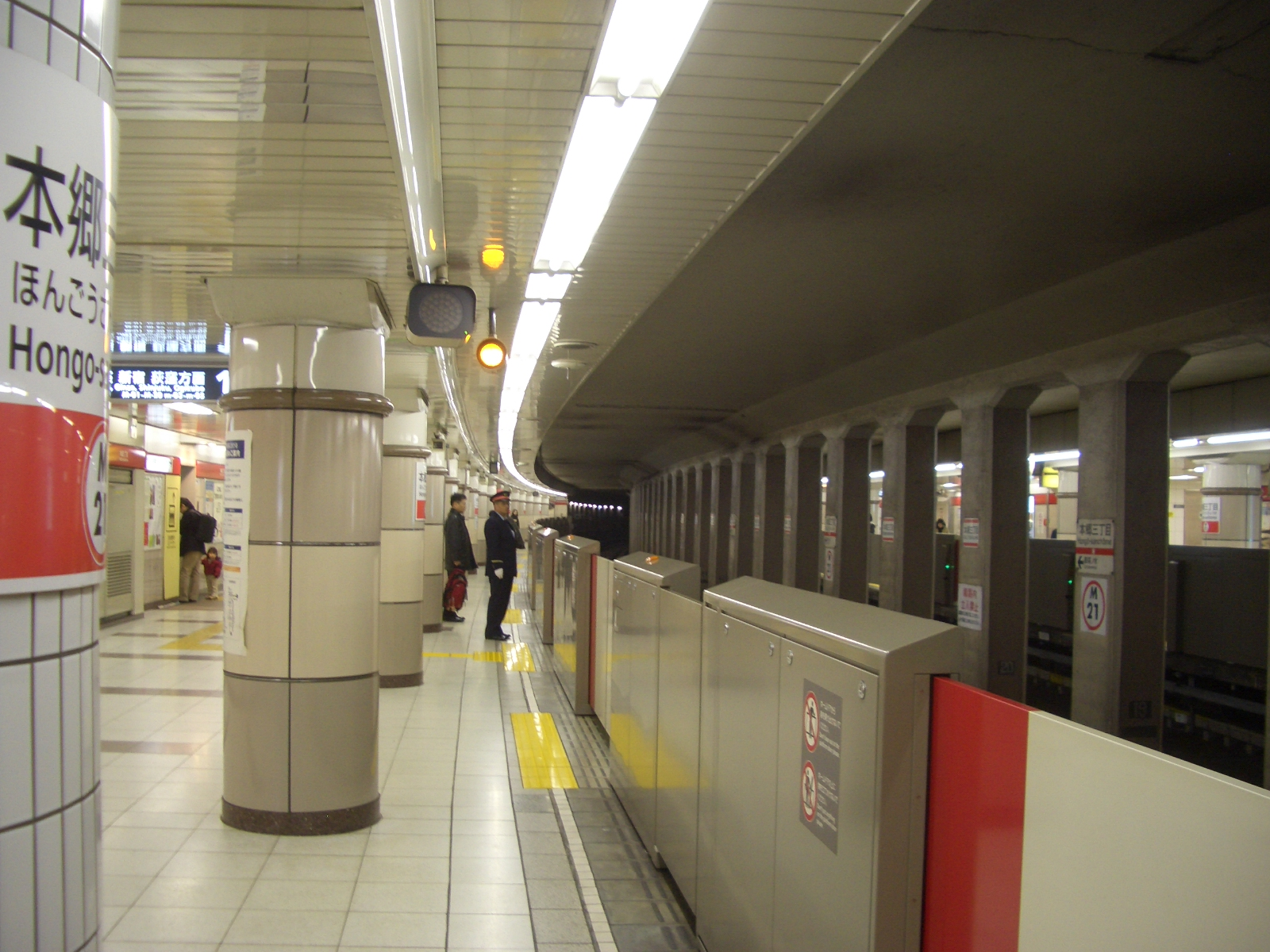
丸ノ内線の1番線ホーム（2008年12月）

#### 発車メロディ
ワンマン運転開始に伴い、スイッチ制作の発車メロディ（発車サイン音）が導入されている。
曲は1番線が「素敵にハート」（串田亨作曲）、2番線が「サニーサイドステーション」（福嶋尚哉作曲）である。

### 都営地下鉄
島式ホーム1面2線を有する地下駅。改札口は春日寄りに1か所があるのみだが、ホームと連絡するエスカレーター・階段は2か所設置されている。ホームと連絡するエレベーターは中間部に設置されている。
駅舎と改札口は地下にあるが、地上への出口は数か所もあり複雑な上、地上までの距離もある。
かつては、5番出口への通路の途中にお忘れ物センターが設置されていたが、春日駅前の交通局春日庁舎1階に移転した。

#### のりば
| 番線 | 路線         | 行先                                         |
| ---- | ------------ | -------------------------------------------- |
| 1    | 都営大江戸線 | 飯田橋・都庁前・（都庁前のりかえ）光が丘方面 |
| 2    | 都営大江戸線 | 両国・大門方面                               |

（出典：都営地下鉄:駅構内図）

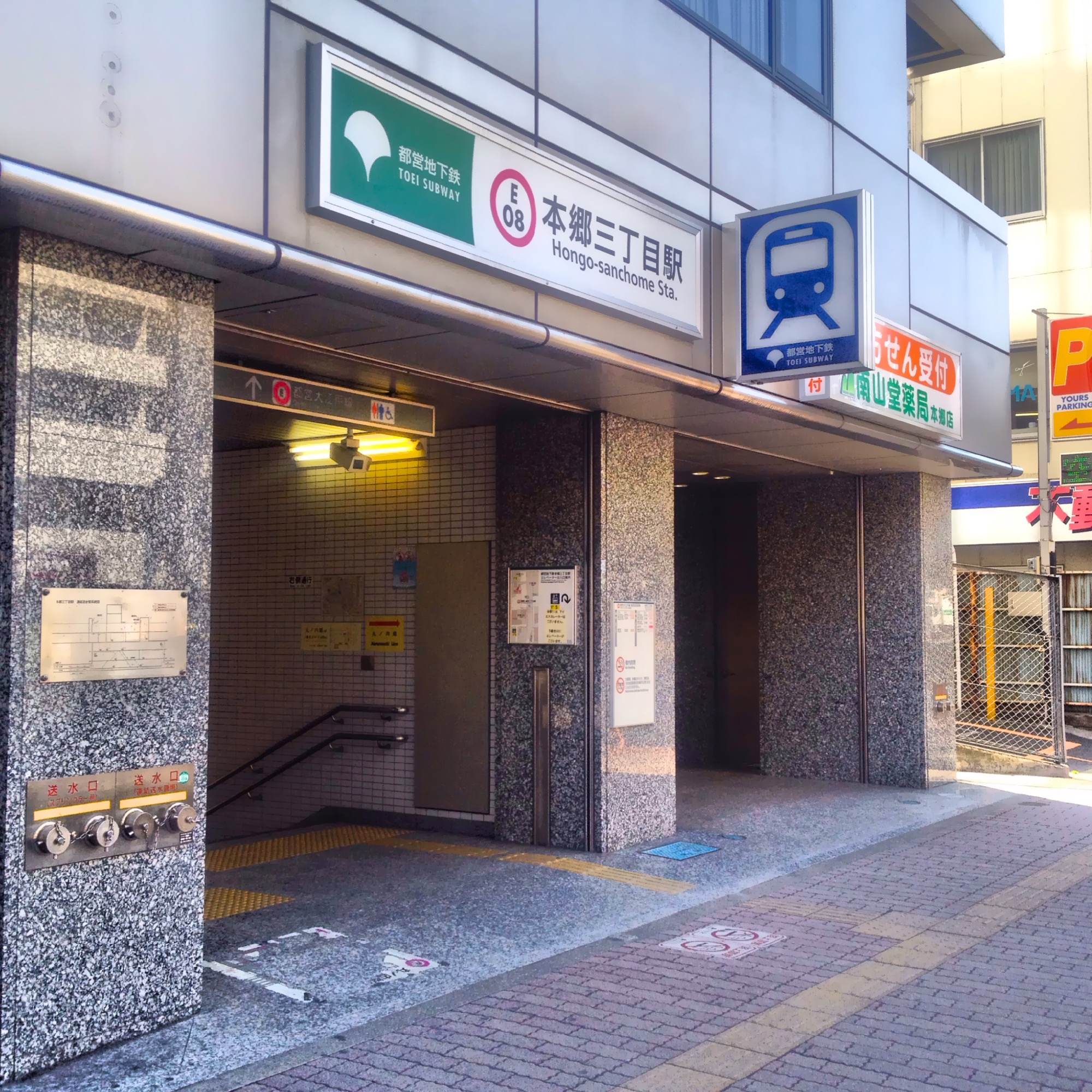
大江戸線本郷三丁目駅3番出入口（2018年3月）
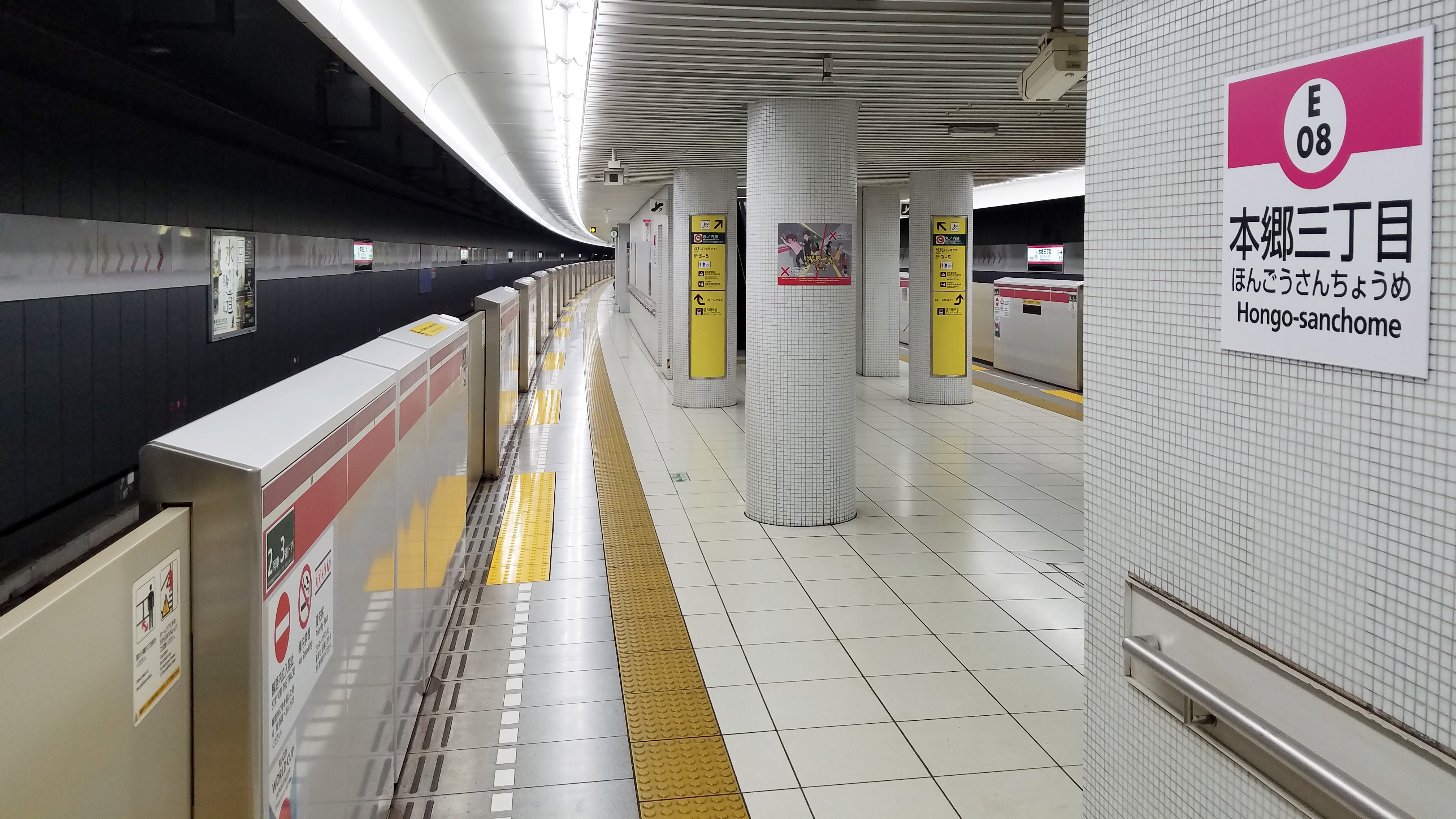
大江戸線ホーム（2019年3月）

## 利用状況
- 東京メトロ - 2024年度の1日平均乗降人員は51,198人である[メトロ 1]。
東京メトロ全130駅中74位。丸ノ内線内で接続路線のある駅では最少の値。単独駅の西新宿や茗荷谷よりも少ない。
- 都営地下鉄 - 2023年度の1日平均乗降人員は20,607人（乗車人員：10,161人、降車人員：10,446人）である[都交 1]。
開業当初の乗車人員の見込みは、13,000人であった[17]。

### 年度別1日平均乗降人員
各年度の1日平均乗降人員は下表の通りである。
| 年度               | 営団 / 東京メトロ | 営団 / 東京メトロ | 都営地下鉄       | 都営地下鉄 |
| 年度               | 1日平均 乗降人員  | 増加率            | 1日平均 乗降人員 | 増加率     |
| ------------------ | ----------------- | ----------------- | ---------------- | ---------- |
| 1967年（昭和42年） | 38,203            |                   | 未開業           | 未開業     |
| 1968年（昭和43年） | 42,820            | 12.1%             | 未開業           | 未開業     |
| 1969年（昭和44年） | 43,301            | 1.1%              | 未開業           | 未開業     |
| 1970年（昭和45年） | 46,083            | 6.4%              | 未開業           | 未開業     |
| 1971年（昭和46年） | 50,302            | 9.2%              | 未開業           | 未開業     |
| 1972年（昭和47年） | 47,390            | −5.8%             | 未開業           | 未開業     |
| 1973年（昭和48年） | 45,729            | −3.5%             | 未開業           | 未開業     |
| 1974年（昭和49年） | 45,375            | −0.8%             | 未開業           | 未開業     |
| 1975年（昭和50年） | 45,328            | −0.1%             | 未開業           | 未開業     |
| 1976年（昭和51年） | 45,360            | 0.1%              | 未開業           | 未開業     |
| 1977年（昭和52年） | 46,424            | 2.3%              | 未開業           | 未開業     |
| 1978年（昭和53年） | 44,069            | −5.1%             | 未開業           | 未開業     |
| 1979年（昭和54年） | 44,169            | 0.2%              | 未開業           | 未開業     |
| 1980年（昭和55年） | 45,488            | 3.0%              | 未開業           | 未開業     |
| 1981年（昭和56年） | 46,921            | 3.2%              | 未開業           | 未開業     |
| 1982年（昭和57年） | 47,858            | 2.0%              | 未開業           | 未開業     |
| 1983年（昭和58年） | 47,093            | −1.6%             | 未開業           | 未開業     |
| 1984年（昭和59年） | 48,439            | 2.9%              | 未開業           | 未開業     |
| 1985年（昭和60年） | 50,003            | 3.2%              | 未開業           | 未開業     |
| 1986年（昭和61年） | 51,531            | 3.1%              | 未開業           | 未開業     |
| 1987年（昭和62年） | 52,332            | 1.6%              | 未開業           | 未開業     |
| 1988年（昭和63年） | 54,407            | 4.0%              | 未開業           | 未開業     |
| 1989年（平成元年） | 55,512            | 2.0%              | 未開業           | 未開業     |
| 1990年（平成02年） | 58,172            | 4.8%              | 未開業           | 未開業     |
| 1991年（平成03年） | 60,987            | 4.8%              | 未開業           | 未開業     |
| 1992年（平成04年） | 62,607            | 2.7%              | 未開業           | 未開業     |
| 1993年（平成05年） | 62,125            | −0.8%             | 未開業           | 未開業     |
| 1994年（平成06年） | 62,752            | 1.0%              | 未開業           | 未開業     |
| 1995年（平成07年） | 62,216            | −0.9%             | 未開業           | 未開業     |
| 1996年（平成08年） | 60,339            | −3.0%             | 未開業           | 未開業     |
| 1997年（平成09年） | 57,815            | −4.2%             | 未開業           | 未開業     |
| 1998年（平成10年） | 57,016            | −1.4%             | 未開業           | 未開業     |
| 1999年（平成11年） | 56,498            | −0.9%             | 未開業           | 未開業     |
| 2000年（平成12年） | 54,492            | −3.6%             | 10,620           |            |
| 2001年（平成13年） | 51,082            | −6.3%             |                  |            |
| 2002年（平成14年） | 51,375            | 0.6%              | 14,725           |            |
| 2003年（平成15年） | 51,847            | 0.9%              | 15,322           | 4.1%       |
| 2004年（平成16年） | 50,074            | −3.4%             | 15,473           | 1.0%       |
| 2005年（平成17年） | 49,905            | −0.3%             | 16,412           | 6.1%       |
| 2006年（平成18年） | 49,626            | −0.6%             | 17,272           | 5.2%       |
| 2007年（平成19年） | 52,024            | 4.8%              | 18,476           | 7.0%       |
| 2008年（平成20年） | 51,424            | −1.2%             | 18,740           | 1.4%       |
| 2009年（平成21年） | 50,897            | −1.0%             | 18,640           | −0.5%      |
| 2010年（平成22年） | 49,771            | −2.2%             | 18,476           | −0.9%      |
| 2011年（平成23年） | 47,819            | −3.9%             | 17,685           | −4.3%      |
| 2012年（平成24年） | 48,958            | 2.4%              | 18,183           | 2.8%       |
| 2013年（平成25年） | 50,454            | 3.1%              | 18,820           | 3.5%       |
| 2014年（平成26年） | 51,404            | 1.9%              | 19,282           | 2.5%       |
| 2015年（平成27年） | 53,702            | 4.5%              | 20,245           | 5.0%       |
| 2016年（平成28年） | 55,848            | 4.0%              | 20,914           | 3.3%       |
| 2017年（平成29年） | 57,024            | 2.1%              | 21,554           | 3.1%       |
| 2018年（平成30年） | 57,290            | 0.5%              | 22,216           | 3.1%       |
| 2019年（令和元年） | 56,671            | −1.1%             | 22,270           | 0.2%       |
| 2020年（令和02年） | 35,776            | −36.9%            | 15,135           | −32.0%     |
| 2021年（令和03年） | 39,382            | 10.1%             | 16,293           | 7.7%       |
| 2022年（令和04年） | 45,151            | 14.6%             | 18,389           | 12.9%      |
| 2023年（令和05年） | 49,496            | 9.6%              | 20,607           | 12.1%      |
| 2024年（令和06年） | 51,198            | 3.4%              |                  |            |

### 年度別1日平均乗車人員（1956年 - 2000年）
各年度の1日平均乗車人員数は下表の通りである。
| 年度               | 営団   | 都営地下鉄 | 出典              |
| ------------------ | ------ | ---------- | ----------------- |
| 1956年（昭和31年） | 4,644  | 未開業     | [ 東京都統計 1 ]  |
| 1957年（昭和32年） | 6,426  | 未開業     | [ 東京都統計 2 ]  |
| 1958年（昭和33年） | 8,204  | 未開業     | [ 東京都統計 3 ]  |
| 1959年（昭和34年） | 11,671 | 未開業     | [ 東京都統計 4 ]  |
| 1960年（昭和35年） | 11,405 | 未開業     | [ 東京都統計 5 ]  |
| 1961年（昭和36年） | 13,337 | 未開業     | [ 東京都統計 6 ]  |
| 1962年（昭和37年） | 13,499 | 未開業     | [ 東京都統計 7 ]  |
| 1963年（昭和38年） | 15,640 | 未開業     | [ 東京都統計 8 ]  |
| 1964年（昭和39年） | 17,771 | 未開業     | [ 東京都統計 9 ]  |
| 1965年（昭和40年） | 17,651 | 未開業     | [ 東京都統計 10 ] |
| 1966年（昭和41年） | 18,203 | 未開業     | [ 東京都統計 11 ] |
| 1967年（昭和42年） | 18,817 | 未開業     | [ 東京都統計 12 ] |
| 1968年（昭和43年） | 21,275 | 未開業     | [ 東京都統計 13 ] |
| 1969年（昭和44年） | 21,568 | 未開業     | [ 東京都統計 14 ] |
| 1970年（昭和45年） | 22,674 | 未開業     | [ 東京都統計 15 ] |
| 1971年（昭和46年） | 25,087 | 未開業     | [ 東京都統計 16 ] |
| 1972年（昭和47年） | 22,961 | 未開業     | [ 東京都統計 17 ] |
| 1973年（昭和48年） | 22,422 | 未開業     | [ 東京都統計 18 ] |
| 1974年（昭和49年） | 22,526 | 未開業     | [ 東京都統計 19 ] |
| 1975年（昭和50年） | 22,289 | 未開業     | [ 東京都統計 20 ] |
| 1976年（昭和51年） | 22,225 | 未開業     | [ 東京都統計 21 ] |
| 1977年（昭和52年） | 22,639 | 未開業     | [ 東京都統計 22 ] |
| 1978年（昭和53年） | 21,594 | 未開業     | [ 東京都統計 23 ] |
| 1979年（昭和54年） | 21,678 | 未開業     | [ 東京都統計 24 ] |
| 1980年（昭和55年） | 22,151 | 未開業     | [ 東京都統計 25 ] |
| 1981年（昭和56年） | 22,759 | 未開業     | [ 東京都統計 26 ] |
| 1982年（昭和57年） | 22,686 | 未開業     | [ 東京都統計 27 ] |
| 1983年（昭和58年） | 22,592 | 未開業     | [ 東京都統計 28 ] |
| 1984年（昭和59年） | 23,746 | 未開業     | [ 東京都統計 29 ] |
| 1985年（昭和60年） | 24,118 | 未開業     | [ 東京都統計 30 ] |
| 1986年（昭和61年） | 25,169 | 未開業     | [ 東京都統計 31 ] |
| 1987年（昭和62年） | 25,548 | 未開業     | [ 東京都統計 32 ] |
| 1988年（昭和63年） | 26,445 | 未開業     | [ 東京都統計 33 ] |
| 1989年（平成元年） | 27,473 | 未開業     | [ 東京都統計 34 ] |
| 1990年（平成02年） | 28,559 | 未開業     | [ 東京都統計 35 ] |
| 1991年（平成03年） | 29,973 | 未開業     | [ 東京都統計 36 ] |
| 1992年（平成04年） | 30,645 | 未開業     | [ 東京都統計 37 ] |
| 1993年（平成05年） | 30,512 | 未開業     | [ 東京都統計 38 ] |
| 1994年（平成06年） | 30,403 | 未開業     | [ 東京都統計 39 ] |
| 1995年（平成07年） | 30,590 | 未開業     | [ 東京都統計 40 ] |
| 1996年（平成08年） | 29,548 | 未開業     | [ 東京都統計 41 ] |
| 1997年（平成09年） | 28,700 | 未開業     | [ 東京都統計 42 ] |
| 1998年（平成10年） | 28,300 | 未開業     | [ 東京都統計 43 ] |
| 1999年（平成11年） | 28,114 | 未開業     | [ 東京都統計 44 ] |
| 2000年（平成12年） | 27,093 | 4,990      | [ 東京都統計 45 ] |

### 年度別1日平均乗車人員（2001年以降）
| 年度               | 営団 / 東京メトロ | 都営地下鉄 | 出典              |
| ------------------ | ----------------- | ---------- | ----------------- |
| 2001年（平成13年） | 25,453            | 5,890      | [ 東京都統計 46 ] |
| 2002年（平成14年） | 25,453            | 6,767      | [ 東京都統計 47 ] |
| 2003年（平成15年） | 25,699            | 7,292      | [ 東京都統計 48 ] |
| 2004年（平成16年） | 25,189            | 7,392      | [ 東京都統計 49 ] |
| 2005年（平成17年） | 24,921            | 7,844      | [ 東京都統計 50 ] |
| 2006年（平成18年） | 24,778            | 8,249      | [ 東京都統計 51 ] |
| 2007年（平成19年） | 25,937            | 8,904      | [ 東京都統計 52 ] |
| 2008年（平成20年） | 25,679            | 9,127      | [ 東京都統計 53 ] |
| 2009年（平成21年） | 25,452            | 9,144      | [ 東京都統計 54 ] |
| 2010年（平成22年） | 24,849            | 9,078      | [ 東京都統計 55 ] |
| 2011年（平成23年） | 23,975            | 8,701      | [ 東京都統計 56 ] |
| 2012年（平成24年） | 24,286            | 8,926      | [ 東京都統計 57 ] |
| 2013年（平成25年） | 25,099            | 9,282      | [ 東京都統計 58 ] |
| 2014年（平成26年） | 25,597            | 9,582      | [ 東京都統計 59 ] |
| 2015年（平成27年） | 26,732            | 10,017     | [ 東京都統計 60 ] |
| 2016年（平成28年） | 27,811            | 10,333     | [ 東京都統計 61 ] |
| 2017年（平成29年） | 28,414            | 10,620     | [ 東京都統計 62 ] |
| 2018年（平成30年） | 28,559            | 10,964     | [ 東京都統計 63 ] |
| 2019年（令和元年） | 28,273            | 10,982     | [ 東京都統計 64 ] |
| 2020年（令和02年） |                   | 7,449      |                   |
| 2021年（令和03年） |                   | 8,023      |                   |
| 2022年（令和04年） |                   | 9,073      |                   |
| 2023年（令和05年） |                   | 10,161     |                   |

備考
1. ↑  2000年12月12日開業。開業日から翌年3月31日までの計110日間を集計したデータ。

## 駅周辺

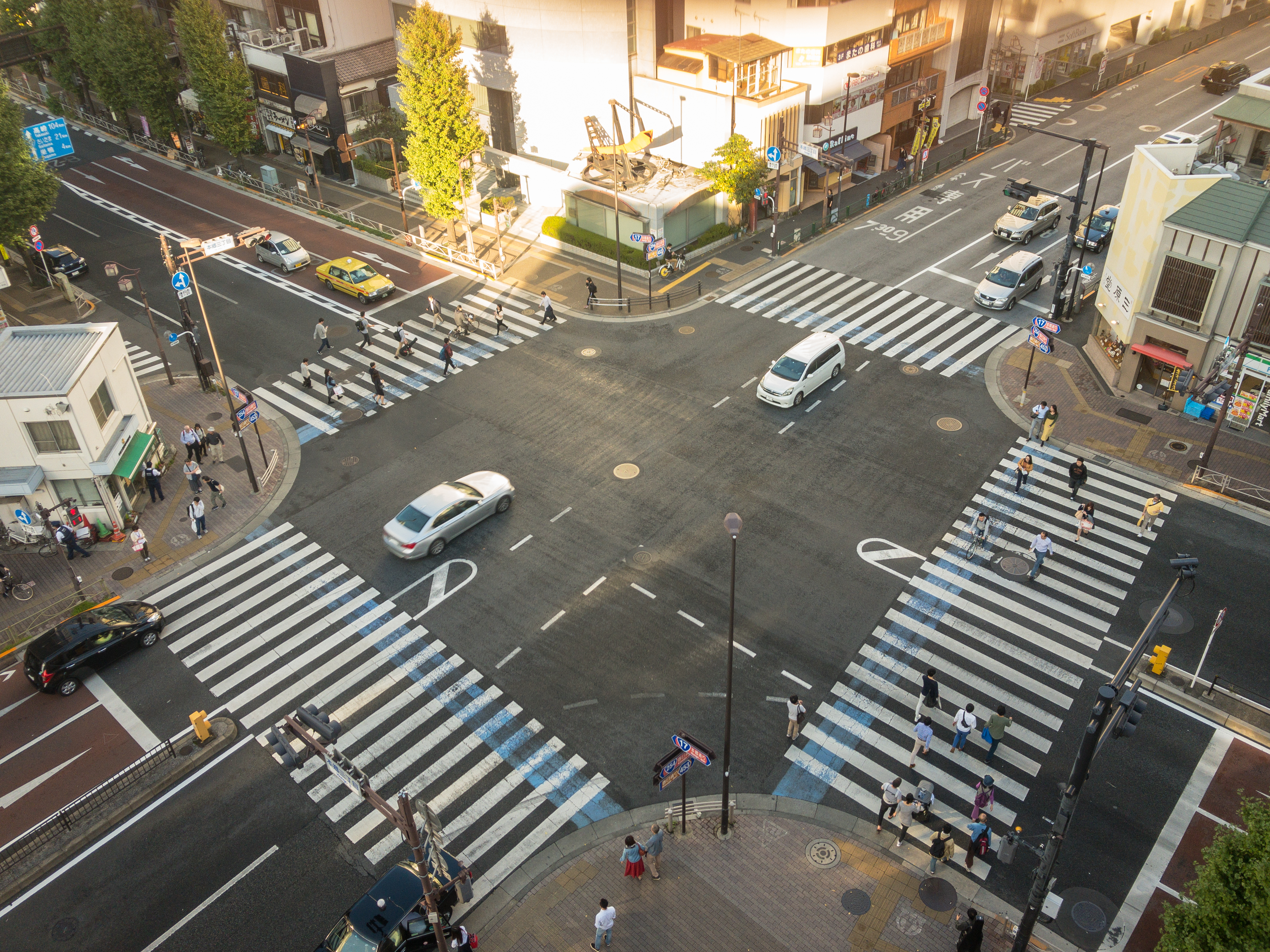
本郷三丁目交差点（2018年10月）

本郷通りと春日通りの2つの幹線道路の交点となる本郷三丁目交差点を中心に、丸ノ内線と大江戸線の駅がある。付近はビジネス街であり、また大学・専門学校や小・中学校が多く立地する。さらに周辺には古くからの商店や旅館も点在する。
なお、東京大学の赤門へは南北線の東大前駅より当駅の方が至近である。

### 北方面
- 東京大学 本郷キャンパス
- 法真寺・樋口一葉資料館
- 国道17号（本郷通り）

### 東方面
- 本富士警察署
- 本郷消防署
- 文京区湯島地域活動センター
- 麟祥院
- 湯島天満宮
- 関電工湯島ビル
- 東京ビューティーアート専門学校
- 日本基督教団 本郷中央教会
- 春日通り（東京都道453号本郷亀戸線）

### 南方面
- 文京区立湯島図書館
- 東京都水道局本郷給水所公苑及び東京都水道歴史館
- 順天堂大学本郷キャンパスおよび順天堂医院
- 日本サッカー協会ビル（JFAハウス）
  - 日本サッカー協会 (JFA)
- トーキョーアーツアンドスペース本郷
- 本郷三郵便局
- 三菱UFJニコス本店
- かねやす
- 国道17号（本郷通り）
- マルエツ プチ 本郷二丁目店
- まいばすけっと 本郷2丁目店

### 西方面
- 文京区立真砂中央図書館
- 文京区立本郷小学校
- 文京区立本郷台中学校
- 東洋学園大学 本郷キャンパス
- 文京ふるさと歴史館
- 東京都水道歴史館
- 本郷四郵便局
- 本郷一郵便局
- ホテル機山館
- フクダ電子本社ビル（本店は駅東方面）
- 春日通り（国道254号）

## バス路線
都営バスの本郷三丁目駅前停留所が設置されている。都02系統・茶51系統は巣鴨営業所、上69系統は小滝橋営業所、東43系統は北営業所がそれぞれ管轄している。
- 春日通り上
  - 都02：錦糸町駅前行 / 大塚駅前行・大塚二丁目行
  - 上69：上野公園（循環） / 小滝橋車庫前行
- 本郷通り上
  - 東43：荒川土手行 / 東京駅丸の内北口行
  - 茶51：駒込駅南口行 / 秋葉原駅前行・御茶ノ水駅前行

## 駅名の由来
丸ノ内線の駅開業時の町名（本郷三丁目）に由来する。ただし、ホームの東端のごく一部が弓町二丁目に、西端のごく一部が本郷二丁目にかかっていた。1965年にこの地区で住居表示が実施されたことにより駅の所在地とその周辺は本郷二丁目となった。駅の位置が変わった訳ではなく、町域変更により旧本郷三丁目の一部が本郷二丁目になったことによる。

## 隣の駅
東京地下鉄（東京メトロ）
 丸ノ内線
御茶ノ水駅 (M 20) - 本郷三丁目駅 (M 21) - 後楽園駅 (M 22)
東京都交通局（都営地下鉄）
 都営大江戸線
春日駅 (E 07) - 本郷三丁目駅 (E 08) - 上野御徒町駅 (E 09)

#### 利用状況に関する出典
地下鉄の統計データ
1. ↑  レポート - 関東交通広告協議会
2. 1 2 3  文京の統計 - 文京区

東京地下鉄の1日平均利用客数
1. 1 2 3  “各駅の乗降人員ランキング”.   東京地下鉄. 2025年6月23日時点のオリジナルよりアーカイブ。2025年6月27日閲覧。
2. ↑  “各駅の乗降人員ランキング(2020年度)”.   東京地下鉄. 2023年6月27日閲覧。
3. ↑  “各駅の乗降人員ランキング(2021年度)”.   東京地下鉄. 2023年6月27日閲覧。
4. ↑  “各駅の乗降人員ランキング(2022年度)”.   東京地下鉄. 2024年6月24日閲覧。
5. ↑  “各駅の乗降人員ランキング”.   東京地下鉄. 2024年6月24日閲覧。

東京都交通局 各駅乗降人員
1. 1 2 3 4  “事業概要（令和6年度版）” (pdf).   東京都交通局. p. 80-81. 2025年1月19日時点のオリジナルよりアーカイブ。2025年1月19日閲覧。
2. 1 2  “各駅乗降人員一覧｜東京都交通局”.   東京都交通局. 2021年11月4日時点のオリジナルよりアーカイブ。2022年11月13日閲覧。
3. 1 2  “各駅乗降人員一覧｜東京都交通局”.   東京都交通局. 2022年11月12日時点のオリジナルよりアーカイブ。2022年11月13日閲覧。
4. 1 2  令和4年度 運輸統計年報 (PDF) (Report). 東京都交通局. 2023年11月2日時点のオリジナル (pdf)よりアーカイブ. 2023年11月3日閲覧.

東京都統計年鑑
1. ↑  昭和31年 (PDF)  - 16ページ
2. ↑  昭和32年 (PDF)  - 16ページ
3. ↑  昭和33年 (PDF)  - 16ページ
4. ↑  昭和34年
5. ↑  昭和35年
6. ↑  昭和36年
7. ↑  昭和37年
8. ↑  昭和38年
9. ↑  昭和39年
10. ↑  昭和40年
11. ↑  昭和41年
12. ↑  昭和42年
13. ↑  昭和43年
14. ↑  昭和44年
15. ↑  昭和45年
16. ↑  昭和46年
17. ↑  昭和47年
18. ↑  昭和48年
19. ↑  昭和49年
20. ↑  昭和50年
21. ↑  昭和51年
22. ↑  昭和52年
23. ↑  昭和53年
24. ↑  昭和54年
25. ↑  昭和55年
26. ↑  昭和56年
27. ↑  昭和57年
28. ↑  昭和58年
29. ↑  昭和59年
30. ↑  昭和60年
31. ↑  昭和61年
32. ↑  昭和62年
33. ↑  昭和63年
34. ↑  平成元年
35. ↑  平成2年
36. ↑  平成3年
37. ↑  平成4年
38. ↑  平成5年
39. ↑  平成6年
40. ↑  平成7年
41. ↑  平成8年
42. ↑  平成9年
43. ↑  平成10年 (PDF)
44. ↑  平成11年 (PDF)
45. ↑  平成12年
46. ↑  平成13年
47. ↑  平成14年
48. ↑  平成15年
49. ↑  平成16年
50. ↑  平成17年
51. ↑  平成18年
52. ↑  平成19年
53. ↑  平成20年
54. ↑  平成21年
55. ↑  平成22年
56. ↑  平成23年
57. ↑  平成24年
58. ↑  平成25年
59. ↑  平成26年
60. ↑  平成27年
61. ↑  平成28年
62. ↑  平成29年
63. ↑  平成30年
64. ↑  平成31年・令和元年